# خلفان مبارك
خلفان مبارك خلفان عبيد الرزي الشامسي (مواليد 9 مايو 1995) المعروف باسم خلفان مبارك، هو لاعب كرة قدم إماراتي يجيد اللعب كمهاجم وكلاعب وسط هجومي لصالح نادي الجزيرة.

## أهداف دولية
قائمة الأهداف والنتائج مع منتخب الإمارات الأول.
| # | التاريخ       | المكان                                     | الخصم | الهدف | النتيجة | المسابقة      |
| - | ------------- | ------------------------------------------ | ----- | ----- | ------- | ------------- |
| 1 | 10 يناير 2019 | ستاد مدينة زايد الرياضية، أبوظبي، الإمارات | الهند | 1–0   | 2–0     | كأس آسيا 2019 |

## روابط خارجية
- خلفان مبارك على موقع الاتحاد الدولي (مؤرشف)  (الإنجليزية)
- خلفان مبارك على موقع قاعدة بيانات كرة القدم.إي يو (الإنجليزية)
- خلفان مبارك على موقع ناشيونال فوتبول تيمز (الإنجليزية)
- خلفان مبارك على موقع Soccerway.com (الإنجليزية)
- خلفان مبارك على موقع عالم كرة القدم.نت (الإنجليزية)
- خلفان مبارك على موقع كووورة